# Friedrich Naumann

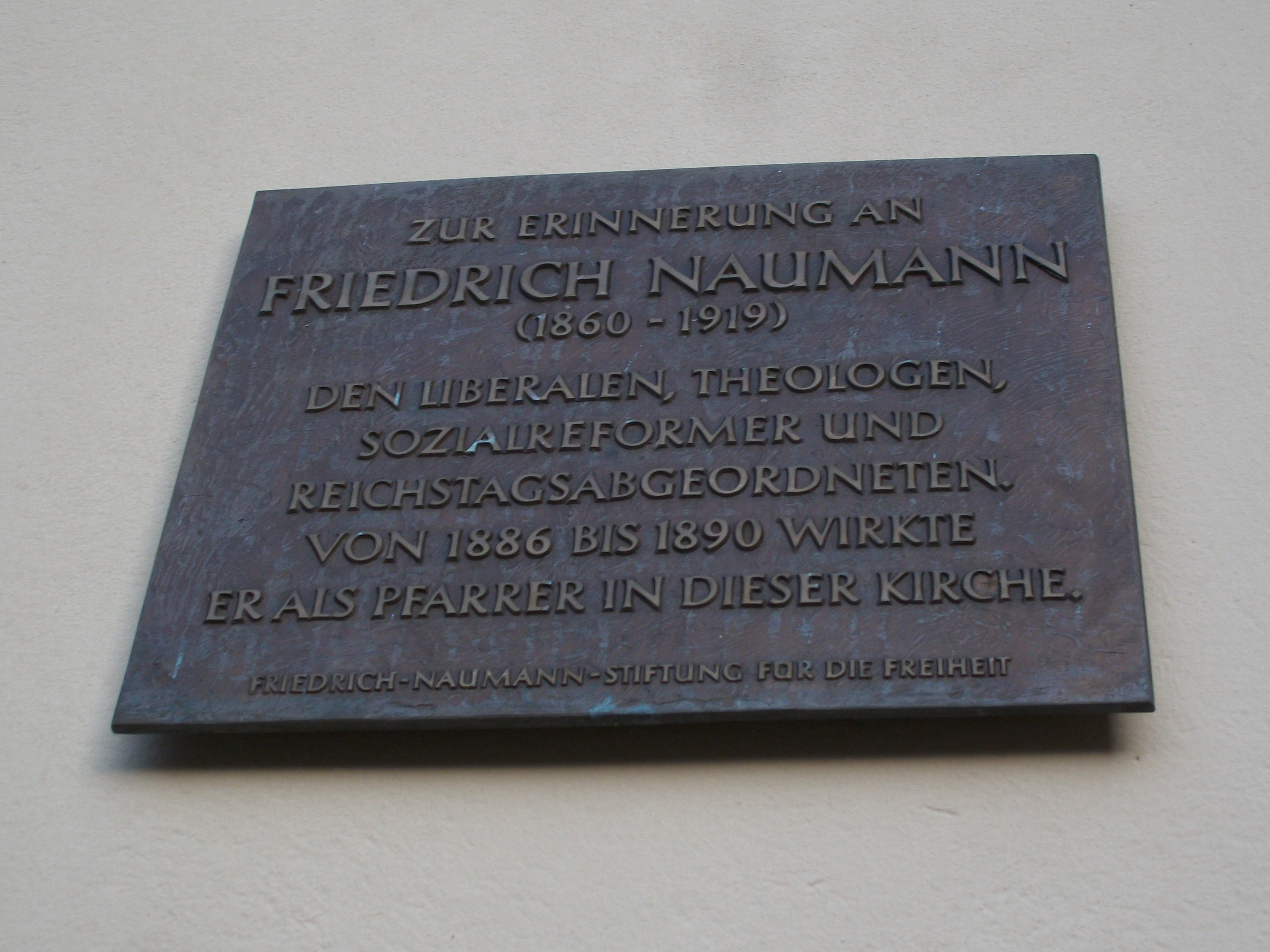
Tablica pamiątkowa na ścianie kościoła w Callenberg

Friedrich Naumann (ur. 25 marca 1860 w Störmthal, zm. 24 sierpnia 1919 w Travemünde) – niemiecki duchowny ewangelicki, publicysta i polityk, twórca koncepcji Mitteleuropa. Zwolennik reform demokratycznych i imperialistycznej polityki rządu Rzeszy. Uważany za patrona duchowego współczesnego liberalizmu niemieckiego.

## Biografia

### Młodość
Urodził się jako syn pastora Friedricha Hugo Naumanna (1826–1890) oraz Agathe Marie Ahlfeld (1838–1906). W 1868 rodzina Naumannów przeprowadziła się do Lichtensteinu w Saksonii. W Lipsku ukończył Nikolai-Gymnasium, a następnie przyjęto go do szkoły książęcej St. Afra w Miśni. Tam zdał egzamin maturalny w 1879. Później zaczął studia teologiczne w Lipsku i Erlangen. W 1882 zdał pierwszy egzamin teologiczny. W Hamburgu rozpoczął pracę w fundacji dla zaniedbanych sierot o nazwie Rauhe Haus. Na jesieni 1885 opuścił Hamburg i przeniósł się do Drezna. Tamże zaliczył drugi egzamin teologiczny.

### Kariera duchownego
W 1886 r. otrzymał posadę pastora w kościele w Callenbergu. Od 1890 r. działał w tzw. misji wewnętrznej we Frankfurcie nad Menem. Zajmował się tam sprawami socjalnymi, a także kwestiami takimi jak: zakładanie spółdzielni, opieka mieszkalna, dbanie o ludzi w podeszłym w wieku oraz ubogich, socjalnymi instytucjami dla dzieci i młodzieży. Rozwinął też swoje tezy o powiązaniu państwa i socjalizmu, które powinno być kierowane przez Ewangelię. Napisał również na ten temat następujące pisma: Die Zukunft der Inneren Mission (1888), Arbeiter-Katechismus oder der wahre Sozialismus (1888), Das soziale Programm der evangelischen Kirche (1889/1890), Jesus als Volksmann (1894), Konservatives Christentum (1895). W 1889 ożenił się z Marią Magdaleną Zimmermann (1859-1938) w Blasewitz, miał z nią córkę, która w przyszłości wyszła za Martina Rade (1857-1940).
Od 1890 brał udział w Kongresie ewangelicko-socjalnym (Evangelisch-Sozialer Kongress, ESK), gdzie zawarł znajomości z teologami i ekonomistami. Pod koniec 1894 założył chrześcijańsko-społeczny tygodnik Die Hilfe, w którym również był redaktorem. Od 1896 wydawał własne czasopismo Die Zeit. W 1896 założył w Erfurcie Związek Narodowo-Społeczny (Nationalsozialer Verein, NSV) tudzież został wybrany jego pierwszym przewodniczącym.

### Kariera w polityce
W 1897 r. zrezygnował z bycia pastorem, by całkowicie poświęcić się polityce i działalności w związku. W następnym roku odbył podróż do Azji, w ramach której napisał wiadomości z podróży pt. Asia. Rozwinął w nich swoje obserwacje geopolityczne. Uważał, że przewaga Imperium Brytyjskiego może spowodować dwie możliwości: sojusz niemiecko-brytyjski bądź konflikt zbrojny. W piśmie Deutschland und Österreich z 1900 traktował monarchię austro-węgierską jako naturalnego sojusznika dla Cesarstwa Niemieckiego. Zaprezentował w nim też pogląd, że związek celny i militarny sojusz z Austro-Węgrami, byłby w stanie utworzyć głęboką więź między obu krajami, konieczną, by utrzymać niemieckość Austro-Węgier.
W 1903 r. rozwiązano Związek Narodowo-Społeczny z powodu braku sukcesu w wyborach do Reichstagu. Mimo porażki związek przyczynił się do mobilizacji lewicowych wyborców w miastach. Naumann i większość członków związku przyłączyła się do Radykalnej Partii Ludowej (Freisinnige Volkspartei, FVp), tam mógł zaprezentować swoje poglądy szerszej grupie publiczności. W 1907 r., dzięki jego inicjatywie, powstał Niemiecki Związek Twórczy (Deutscher Werkbund, DWB), jednoczący przemysłowców i artystów. W 1907 r. został posłem do Reichstagu z ramienia Zjednoczenia Radykalnego (Freisinnige Vereinigung, FVg), a jego kadencja wygasła w 1912 r. Mandat poselski posiadał również w latach 1913–1918. W 1910 lewicowo-liberalne partie połączyły się w Postępową Partię Ludową (Fortschrittliche Volkspartei, FVP), w której działał także Naumann.
W czasie I wojny światowej wykładał w kraju oraz zagranicą. W tym okresie powstało jego najważniejsze dzieło Mitteleuropa, w którym proponował stworzenie związku państw środkowoeuropejskich. W 1915 powołał komisję Arbeitsausschuss für Mitteleuropa, w celu zrealizowania tej koncepcji. Komisja ta była prywatnym i niezależnym od rządu stowarzyszeniem polityków, ekonomistów i socjologów. Organizację ukonstytuowano 22 lutego 1916 w Berlinie. Jednym z ważniejszych członków był, długoletni przyjaciel Naumanna, Max Weber. Koniec Wielkiej Wojny uczynił ideę Europy Środkowej nierealną, a komisja uległa rozwiązaniu. W 1917 Naumann założył szkołę Staatsbürgerschule, którą w 1920 przekształcono w Deutsche Hochschule für Politik, a następnie w Otto-Suhr-Institut für Politikwissenschaft przy Wolnym Uniwersytecie Berlińskim w 1959.
Od 1918 r. działał w partii Niemieckiej Partii Demokratycznej (Deutsche Demokratische Partei, DDP), której przewodniczącym został 22 lipca 1919. 19 stycznia 1919 wybrano go do Weimarskiego Zgromadzenia Narodowego. Tam opowiadał się za większościowym systemem wyborczym, gdyż w wyborach proporcjonalnych upatrywał niebezpieczeństwo dla podziału partyjnego, jak i zauważał silny wpływ interesów gospodarczych na państwowe decyzje polityczne. Był przeciwnikiem traktatu wersalskiemu, ponieważ wykluczał on połączenie Niemiec i Austrii w jedno państwo.
24 sierpnia 1919 podczas podróży nad Bałtyk Friedrich Naumann doznał udaru mózgu i po kilku godzinach zmarł.

## Główne prace
- Jesus als Volksmann (1894),

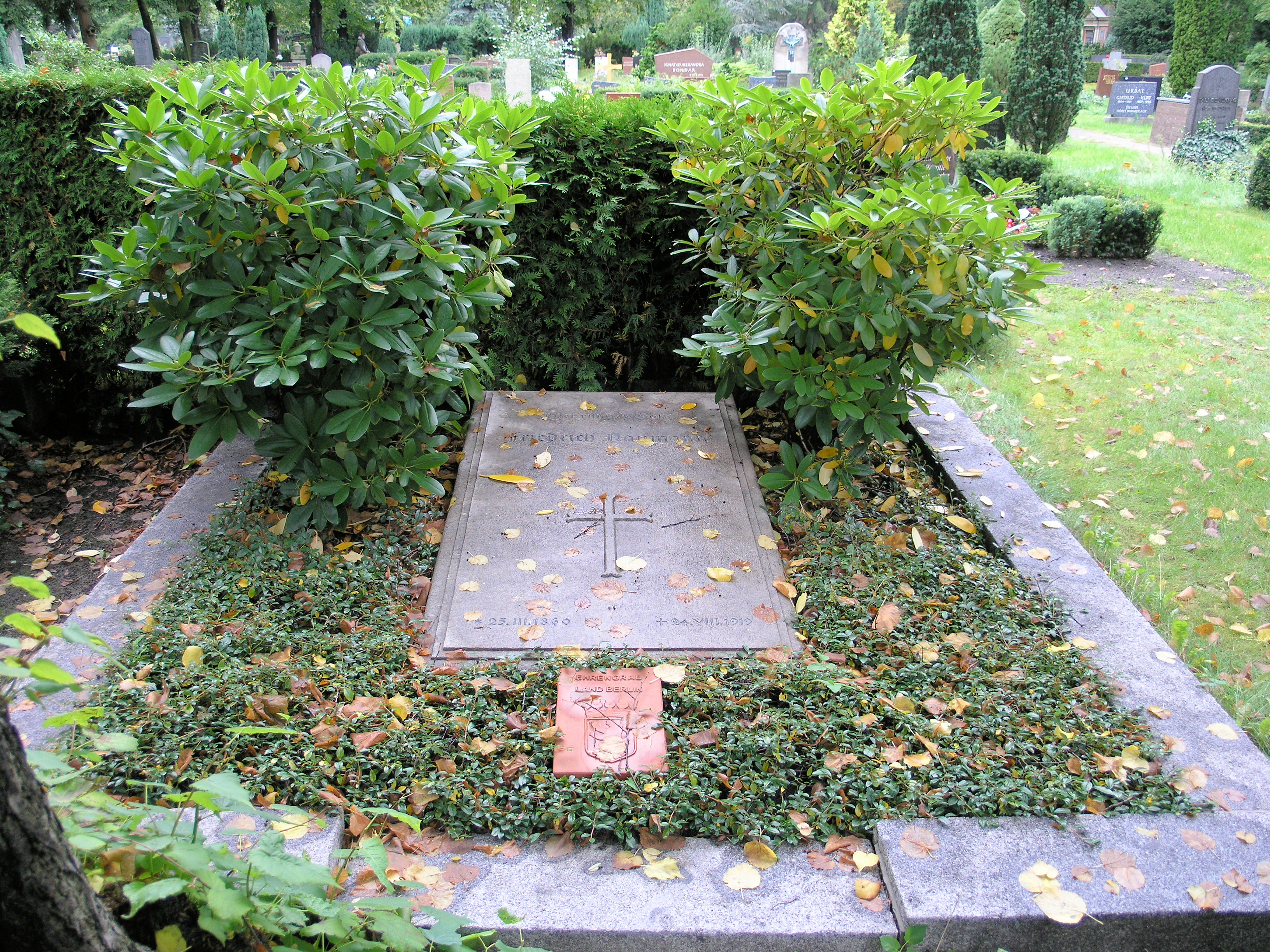
Grób Friedricha Naumanna na cmentarzu Alter Zwölf-Apostel-Kirchhof

- Was heisst Christlich-Sozial? 1894,
- Gotteshilfe: Gesammelte Andachten ... 1895-1902,
- Arbeiterkatechismus oder der wahre Sozialismus. 1889,
- Asia. Eine Orientierungsreise über Athen, Konstantinopel, Baalbek, Nazareth, Jerusalem, Kairo, Neapel 1899,
- Demokratie und Kaisertum (1900),
- Briefe über Religion 1903,
- Die Politik der Gegenwart (1905),
- Geist und Glaube (1911),
- Mitteleuropa (1915).